# Cleistocactus morawetzianus
Cleistocactus morawetzianus är en kaktusväxtart som beskrevs av Curt Backeberg. Cleistocactus morawetzianus ingår i släktet Cleistocactus, och familjen kaktusväxter. Inga underarter finns listade i Catalogue of Life.